# Evolve (игра)
Evolve — многопользовательская компьютерная игра в жанре шутера от первого лица, разработанная американской студией Turtle Rock Studios и выпущенной компанией 2K Games для Microsoft Windows, PlayStation 4 и Xbox One в 2015 году. Evolve представляет собой научно-фантастический кооперативный шутер, в котором команда из четырёх игроков-«охотников» противостоит игроку-одиночке, управляющему инопланетным монстром. В течение матча зверь растет и «эволюционирует», становясь сильнее и опаснее.

## Игровой процесс
В основном режиме игры, «Охота» (англ. Hunt) четверо игроков-охотников совместно пытаются уничтожить инопланетного зверя, управляемого противостоящим им пятым игроком. Как охотники, так и зверь могут пользоваться уникальными способностями. Действие игры происходит в джунглях со множеством препятствий и укрытий.
Команда охотников включает в себя следующих персонажей различных классов:
Следопыты:
Их цель — выслеживать монстра и не давать ему скрыться. Все следопыты могут использовать орбитальное сканирование, увеличивающее их скорость и показывающее текущее направление, в котором находится монстр, а также подсвечивающее все формы жизни в небольшой области вокруг всех охотников.
- Мэгги (англ. Maggie), имеет при себе ручного острозуба (некую смесь собаки и рептилии) Дэйзи (англ. Daisy)[5], выслеживающую монстра (идет по его следу) и способную поднимать раненых союзников. Вооружена пистолетом-пулемётом и гарпунными ловушками, которые могут удерживать монстра.
- Гриффин (англ. Griffin), второй следопыт, чьи способности позволяют ему выслеживать зверя на карте при помощи звуковых детекторов и временно обездвиживать его ручным гарпуном, не давая зверю скрыться[6];
- Эйб (англ.  Abe, полное имя Abraham «Abe» Presley), третий следопыт. На вооружении имеет пистолет с отслеживающими дротиками для отметки монстра и прочей фауны. При поедании помеченного животного монстр также помечается. Для боя использует многозарядный дробовик и гранаты, замедляющие монстра.

Штурмовики:
Их цель — нанесение монстру наибольшего урона, а также роль «танка». Все штурмовики способны использовать защитную матрицу, значительно повышающую броню.
- Марков (англ. Markov), штурмовик, имеющий на вооружении штурмовую винтовку для ведения боя на дальней дистанции и тесла-излучатель — для ближнего боя. Также может ставить мины.[7];
- Хайд (англ. Hyde), второй штурмовик, вооружённый огнемётом, способным наносить врагу большой урон только в ближнем бою[5]. Так же использует пулемёт для ведения дальнего боя и токсические гранаты, наносящие урон по объёму местности;
- Парнелл (англ.  Parnell, полное имя James Parnell), третий штурмовик. Вооружен ракетницей, способной наносить большой урон и поражать монстра на больших расстояниях, и дробовиком для ближнего боя. Во время боя его костюм может ввести в кровь вещество, позволяющее ему быстрее двигаться и вести бой. Побочный эффект от действия — потеря очков жизни. Парнелл был наёмником в экспериментальном отряде.

Бойцы поддержки:
- Хэнк (англ. Hank), боец поддержки, чьи способности и снаряжение позволяют ему защищать товарищей при помощи проецируемого щита; он также может вызвать орбитальную бомбардировку участка карты[8];
- Бакет (англ. Bucket), может ставить небольшие турели и увеличивать показатель защиты у всех охотников. Вооружен ракетницей с лазерным наведением. Робот и основной пилот корабля, способен управлять им удалённо[5];
- Кэбот (англ. Cabot), третий боец поддержки, увеличивает эффективность атаки команды за счёт использования луча, усиливающего урон по монстру. Так же может вызвать сброс радиоактивной пыли, подсвечивающий сквозь стены фауну вокруг (включая монстра). Использует рельсовую пушку, которая позволяет ему наносить урон сквозь стены. Кэбот является капитаном корабля Бакет. Именно он собрал охотников для уничтожения монстров.

Медики:
- Вэл (англ. Val), медик; она способна восстанавливать здоровье товарищей, и с помощью винтовки со снайперским прицелом и ружьём ослаблять монстра, усиливать проходящий по нему урон либо замедлять и подсвечивать монстра на визоре для членов команды (при помощи транквилизаторной пушки)[9].
- Лазарус (англ. Lazarus), второй медик; способен воскрешать свою команду, уходить в невидимость и с помощью винтовки со снайперским прицелом вести бой с большого расстояния, а также аналогично Вэл повышать урон наносимый монстру[5];/
- Кайра (англ.  Caira, полное имя Caira Diaz), третий медик; использует только одно оружие — гранатомёт, но может менять тип снарядов: зажигательные или лечащие гранаты). Так же использует выброс адреналина в воздух, позволяющий другим охотникам, находящимся рядом с Кайрой быстрее бегать. До того как стать охотником, Кайра была биологом. Она занимается исследованием убитых монстров.
- Слим (англ. Slim, настоящее имя — Алекс), четвёртый медик. Способен выпускать споры, повышающие регенерацию охотников, а также отправлять жука, который может лечить раненых союзников. Вооружён споровой пушкой, способной отключать чутьё монстра и фауны, и пушкой-пиявкой — дробовиком биологического происхождения, перезаряжающим способность Слима. Гибрид стрекозы и человека, единственный из охотников, кто использует не реактивный ранец, а собственные крылья.

Монстры:
Управляемый игроком зверь может охотиться на управляемых AI животных, также присутствующих на карте, убивать и поедать их, восстанавливая свою броню. Набрав таким образом определённое количество очков, он получает возможность на некоторое время окуклиться и покинуть кокон в новой, более сильной и опасной форме. Основная задача монстра — скрываться от охотников, используя хитрость и особенности своего монстра до тех пор, пока он не сможет дать отпор охотникам, или сломать силовое реле. Игрок-одиночка может выбрать для матча одного из нескольких монстров, различающихся внешним видом и способностями;
- Голиаф (англ. Goliath). Сильный зверь, сражающийся в ближнем бою при помощи грубой силы. Способен швыряться валунами, резко набегать на охотников, опрокидывая их, подпрыгивать в воздух, обрушивая на охотников сокрушительные удары, а также выдыхает огонь. Очень далеко прыгает.
- Голиаф-Метеор. Мутация обычного Голиафа. Светится синим пламенем, за счёт чего его проще обнаружить. Медленнее и сильнее обычного Голиафа, способности наносят больше урона, и поджигают охотников, но дольше выполняются и перезаряжаются.
- Кракен (англ. Kraken). Слабее Голиафа, обладает меньшим здоровьем, но умеет летать, надолго зависая в воздухе, и сражается преимущественно в дальнем бою, при помощи способности к управлению электричеством. Создаёт мощные разряды молний, атакуя точку на отдалении, либо зону вокруг себя. Так же может выпустить мощный воздушный вихрь, сбивая охотников с ног, а также ставить самонаводящиеся мины, немедленно начинающие преследование охотников в зоне досягаемости.
- Призрак (англ. Wraith). Скрытный монстр, обладающий самым малым запасом брони и здоровья, но большими способностями к скрытности и ускользанию от охотников. Имеет малые размеры и тонкий силуэт, за счёт чего малозаметен. Двигается очень быстро даже в скрытном режиме, очень тихий. Способен телепортироваться, выпускать свою копию, а также похищать охотников на большой дистанции.
- Бегемот (англ. Behemoth). Самый большой монстр, с самым большим запасом здоровья и брони, а также мощными способностями. Взамен не способен прыгать, и очень медленно двигается, а также сильно шумит. Может выплевывать расплавленную магму, притягивать охотников при помощи длинного языка, а также создавать каменную стену между собой и охотниками.

## Дополнения
11 августа 2015 года разработчики Evolve из Turtle Rock Studios сообщили, что выпустили крупное дополнение, которое добавит в игровой процесс бесплатную карту Murder Pits в режиме Арена и нового охотника класса траппер по имени Джек (Jack).
7 июля 2016 года официально Evolve стала бесплатной на (PC) из-за низкого онлайна игроков.

## Разработка
В мае 2011 года компания THQ приобрела права на издание неназванного шутера от первого лица, разрабатываемого Turtle Rock Studios; выход игры был намечен на 2013 год. В октябре 2011 года Turtle Rock Studios опубликовала на своём сайте информацию о вакансии разработчика, из которой следовало, что разрабатываемый проект использует движок CryEngine 3; позже студия подтвердила это через Twitter.
В декабре 2012 года компания-издатель THQ объявила о своём банкротстве; в заявлении THQ, включающем в себя список находящихся в разработке и не анонсированных игр, проект Turtle Rock Studios был упомянут под названием Evolve и описан как «кооперативная многопользовательская экшн-игра». Права на издание Evolve приобрела на аукционе по распродаже активов THQ за 10,8 миллиона долларов США компания 2K Games.
Выпуск журнала Game Informer за февраль 2014 года содержал подборку эксклюзивных материалов, в которых была раскрыта информация об игре и сообщено, что игра будет выпущена для Windows, PlayStation 4 и Xbox One во второй половине 2014 года. Приём предзаказов на игру начался 14 января 2014 года. Игра вышла 10 февраля 2015 года. 7 июля 2016 года игра перешла на Free-To-Play модель (PC).
27 октября 2016 года разработка игры была прекращена.

## Отзывы и награды
| Сводный рейтинг       | Сводный рейтинг                           |
| Агрегатор             | Оценка                                    |
| --------------------- | ----------------------------------------- |
| GameRankings          | (PS4) 74,52 % (PC) 74,10 % (XONE) 71,68 % |
| Metacritic            | (PC) 78/100 (PS4) 76/100 (XONE) 76/100    |
| Иноязычные издания    |                                           |
| Издание               | Оценка                                    |
| Destructoid           | 6/10                                      |
| Game Informer         | 8,5/10                                    |
| GameSpot              | 8/10                                      |
| GamesRadar+           | [ 27 ]                                    |
| GameTrailers          | 8,6/10                                    |
| IGN                   | 9,0/10                                    |
| PC Gamer (US)         | 83/100                                    |
| Polygon               | 8/10                                      |
| VideoGamer            | 6/10                                      |
| Digital Trends        | [ 33 ]                                    |
| Hardcore Gamer        | 3,5/5                                     |
| The Huffington Post   | [ 35 ]                                    |
| Independent           | [ 36 ]                                    |
| Metro.co.uk           | 6/10                                      |
| VentureBeat           | 72/100                                    |
| Русскоязычные издания |                                           |
| Издание               | Оценка                                    |
| PlayGround.ru         | 8/10                                      |
| Riot Pixels           | 67 %                                      |

Evolve имеет несколько наград, полученных на авторитетных выставках. Игра была номинирована на Game Critics Awards в шести номинациях и выиграла четыре из них: «Лучшая игра для консоли», «Лучший шутер», «Лучший онлайн-мультиплеер» и «Лучшая игра выставки». Также шутер был признан лучшей игрой, лучшей консольной игрой на Microsoft Xbox, лучшей компьютерной игрой и лучшей онлайн-многопользовательской игрой на Gamescom 2014.
Летом 2018 года, благодаря уязвимости в защите Steam Web API, стало известно, что точное количество пользователей сервиса Steam, которые играли в игру хотя бы один раз, составляет 4 826 928 человек.